# La Carneille
La Carneille [la kaʁnɛj] ist eine Ortschaft und eine ehemalige französische Gemeinde mit 565 Einwohnern (Stand: 1. Januar 2022) im Département Orne in der Region Normandie. Sie gehörte zum Kanton Athis-de-l’Orne und zum Arrondissement Argentan.
Mit Wirkung vom 1. Januar 2016 wurden die bisherigen Gemeinden Athis-de-l’Orne, Bréel, La Carneille, Notre-Dame-du-Rocher, Ronfeugerai, Ségrie-Fontaine, Taillebois und Les Tourailles zu einer Commune nouvelle mit dem Namen Athis-Val de Rouvre zusammengeschlossen und haben in der neuen Gemeinde den Status einer Commune déléguée. Der Verwaltungssitz befindet sich im Ort Athis-de-l’Orne.

## Geografie
Der Ort liegt am Schnittpunkt der Straßen von Domfront nach Falaise und von Condé-sur-Noireau nach Javron-les-Chapelles. Das Gemeindegebiet wird vom Fluss Rouvre sowie den Bächen Gine und Meheudin durchflossen.
Die Nachbargemeinden von La Carneille waren bis 2016 Taillebois im Norden, Notre-Dame-du-Rocher im Nordosten, Sainte-Honorine-la-Guillaume im Osten, Les Tourailles im Südosten, Durcet und Landigou im Süden und Ronfeugerai im Westen.

## Bevölkerungsentwicklung
| Jahr      | 1962 | 1968 | 1975 | 1982 | 1990 | 1999 | 2009 |
| Einwohner | 615  | 570  | 520  | 530  | 480  | 485  | 572  |

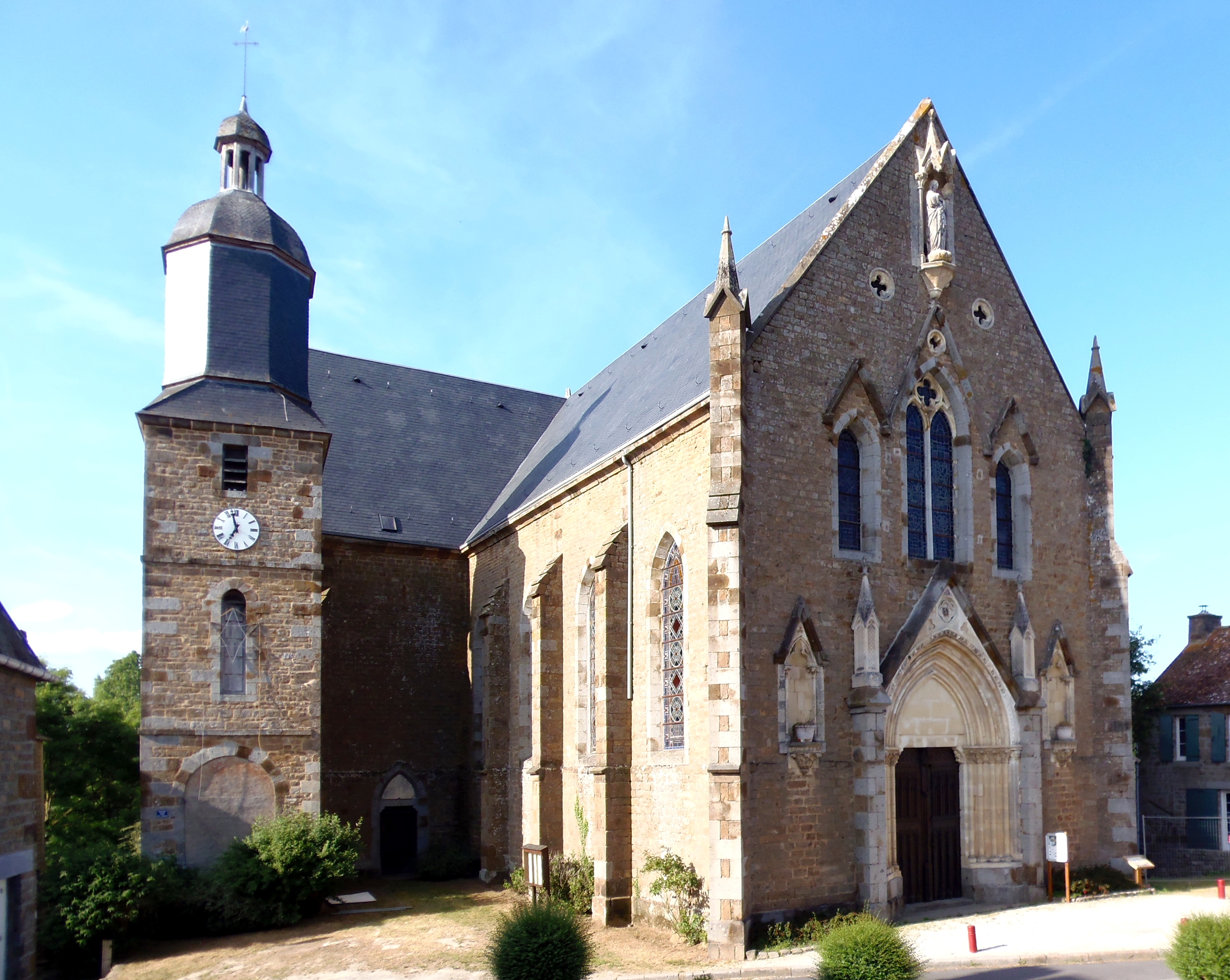
Kirche Saint-Pierre-et-Saint Paul

Zur Zeit der Französischen Revolution zählte die Gemeinde noch fast 1400 Einwohner. 1861 wurde mit 1678 die maximale Bevölkerungszahl erreicht. Daraufhin ging die Bevölkerung bis auf 480 Bewohner im Jahr 1990 zurück. Anschließend wurde wieder ein leichtes Anwachsen verzeichnet.

## Geschichte und Kultur
Der erste dokumentierte Name des Ortes war Cairnailo. Später entwickelte er sich über Cairnuilla, Chernilla, Quernelia und Laquerneille hin zum heutigen Namen.
Das Haus Logis Trolley, bei dem es sich um eines der ältesten Häuser im Ort handelt, war früher Sitz eines Gerichts mit einem Zuständigkeitsbereich von 30 Gemeinden. Im Schloss Château du Bois-André wurde der französische König Heinrich IV. empfangen. Die Kirche der Gemeinde verfügt über einen Campanile, einen separierten Kirchturm. Im Ortszentrum befinden sich zahlreiche Häuser aus dem 17. und 18. Jahrhundert sowie eine Markthalle.
Bertrand de La Hosdinière, der am Ende des 18. Jahrhunderts Bürgermeister der Gemeinde war, gehörte dem Rat der Fünfhundert an. Er stimmte für die Enthauptung des Königs. Im Zweiten Weltkrieg wurden Teile des Ortes zerstört, darunter die später wiedererrichtete Schule.